# Финч, Хенидж, 1-й граф Ноттингем
Хенидж Финч, 1-й граф Ноттингем (англ. Heneage Finch, 1st Earl of Nottingham; 23 декабря 1620 — 18 декабря 1682) — английский дворянин, политик и пэр.

## Происхождение и образование
Родился 23 декабря 1620 года. В регистре Оксфордского университета он записан как родившийся в Кенте, и, вероятно, в родовом поместье Финчей Иствуэлл-Парк в этом графстве. Старший сын сэра Хениджа Финча (1580—1631), спикера Палаты общин (1625—1626), и Фрэнсис Белл, дочери сэра Эдмонда Белла. Внук сэра Мойла Финча, 1-го баронета (ок. 1550—1614), и Элизабет Финч, 1-й графини Уинчилси (урожденной Хенидж) (1556—1634).
Он получил образование в Вестминстерской школе и в колледже Крайст-черч Оксфордского университета, где он оставался до тех пор, пока не стал членом Иннер-Темпл в 1638 году. Он был принят в коллегию адвокатов в 1645 году и вскоре получил прибыльную практику.

## Карьера
В апреле 1660 года Хенидж Финч был избран членом парламента от Кентербери и Митчелла в парламенте Конвента и решил заседать от Кентербери. Вскоре после этого он был назначен генеральным солиситором, в этой должности он служил прокурором по делу об убийстве царя Карла I. 7 июня 1660 года для него был создан титул баронета Финча из Иствуэлла на следующий день после того, как он был посвящен в рыцари. В мае 1661 года он был избран депутатом Оксфордского университета в Кавалерском парламенте. В 1665 году он получил степень доктора права Оксфордского университета. В 1670 году он стал генеральным прокурором, а в 1675 году лордом-канцлером Англии. Он получил титулы барона Финча из Давентри в графстве Нортгемптоншир (10 января 1673 года) и графа Ноттингема (12 мая 1681 года).

## Папистский заговор
Во время папского заговора он принимал активное участие в допросе свидетелей и подготовке доказательств Короны. Говорят, что он скептически относился к достоверности многих доказательств и составил частный отчет, ссылаясь на трудности с показаниями Титуса Оутса. В целом он вел себя умеренно и сдержанно во время заговора, что особенно заметно в его беспристрастном поведении в качестве лорда-распорядителя на суде над Уильямом Говардом, 1-м виконтом Стаффордом (кроме любопытного замечания о том, что теперь стало ясно, что Великий пожар в Лондоне был католическим заговором). Кеньон отмечает, что во время допроса информатора Майлза Пранса Финч угрожал ему дыбой, но такая оплошность была совершенно нехарактерна для Финча, который был гуманным и цивилизованным человеком; В любом случае, угроза вряд ли могла быть серьезной, поскольку использование дыбы было объявлено незаконным еще в 1628 году.

## Личная жизнь
30 июля 1646 года он женился на Элизабет Харви (1627 — 15 марта 1676), дочери дипломата Дэниэла Харви (1631—1672), младшего брата Уильяма Харви, и его жены Элизабет Киннерсли. У супругов было шестеро детей, в том числе:
- Дэниел Финч, 2-й граф Ноттингем (1647—1730), женившийся на леди Эссекс Рич[8]
- Леди Маргарет Финч (1648—1700), которая вышла замуж за Дениса Маккарти из Маккарти Риг[6]
- Хенидж Финч, 1-й граф Эйлсфорд (ок. 1649—1719), который сделал карьеру как юрист и политик и был генеральным солиситором в 1679—1686 годах[9].
- Леди Элизабет Финч (1650—1675), вышедшая замуж за сэра Сэмюэля Гримстона, 3-го баронета[6] .
- Уильям Финч[6]
- Чарльз Финч[10]

Лорд Ноттингем скончался на Грейт-Квин-стрит в Лондоне 18 декабря 1682 года. Он был похоронен в церкви Равенстоун в Бакингемшире. Его старший сын Дэниел унаследовал титул 2-го графа Ноттингема, а позже также унаследовал графство Уинчилси.